# Thalia (2003)
"Thalia" е следващият албум на Талия от 2003 година. Албумът е почти изцяло запълнен с парчета на английски и до днес са продадени над 3 милина копия от него.
"I Want You" е едно от най-популярните парчета на Талия в САЩ. Участието на Фет Джо също спомага песента да влезе в Top 40 хитове на Билборд. "I Want You" достига 22 позиция в класацията за Топ 100 световни парчета и номер 7 в "Mainstream" чарта. До днес това е парче е единственото ѝ, което е влязло в Топ 100 на Билборд. В Гърция сингъла достига 26 позиция за най-продавани сингли. Испанската му версия – "Me Pones Sexy" е издадена за испано-говорещите и се представя добре в латино чартовете, достигайки 9 позиция в класацията на Билборд за "Най-добри латино парчета".
"Baby I'm in Love" е вторият сингъл, но не се представя добре в класациите, въпреки че е смятан за по-добър от "I Want You". "Don't Look Back" е издадена като ремикс сингъл и има успех в Денс чартовете на Билборд. Четвъртият сингъл – "Cerca De Ti" се оказва доста успешен, достигайки първа позиция в класацията за латино парчета на Билборд.

## Песни
1. "I Want You"
2. "Baby, I'm in Love"
3. "Misbehavin'"
4. "Don't Look Back"
5. "Another Girl"
6. "What's It Gonna Be Boy?"
7. "Closer to You"
8. "Save the Day"
9. "Tu y Yo" [English Version]
10. "Dance Dance (The Mexican)" [Hex Hector Club Mix]
11. "Me Pones Sexy (I Want You)" (featuring Fat Joe)
12. "Alguien Real (Baby, I'm in Love)"
13. "Cerca de Ti (Closer to You)"
14. "Toda La Felicidad (Don't Look Back)"

## Сингли
- "I Want You" / "Me Pones Sexy"
- "Baby, I'm in Love" / "Alguien Real"
- "Don't Look Back"
- "Cerca de Ti"